# San Juan, Argentina
San Juan este un oraș din Argentina.

## Personalități născute aici
- Domingo Faustino Sarmiento (1811 - 1888), om politic, fost președinte al Argentinei;
- Sabina Ciuffini (n. 1950), moderatoare de televiziune italiană.